# 奧斯特里韋齊 (捷列博夫利亞區)
49°17′26″N 25°37′45″E / 49.29056°N 25.62917°E

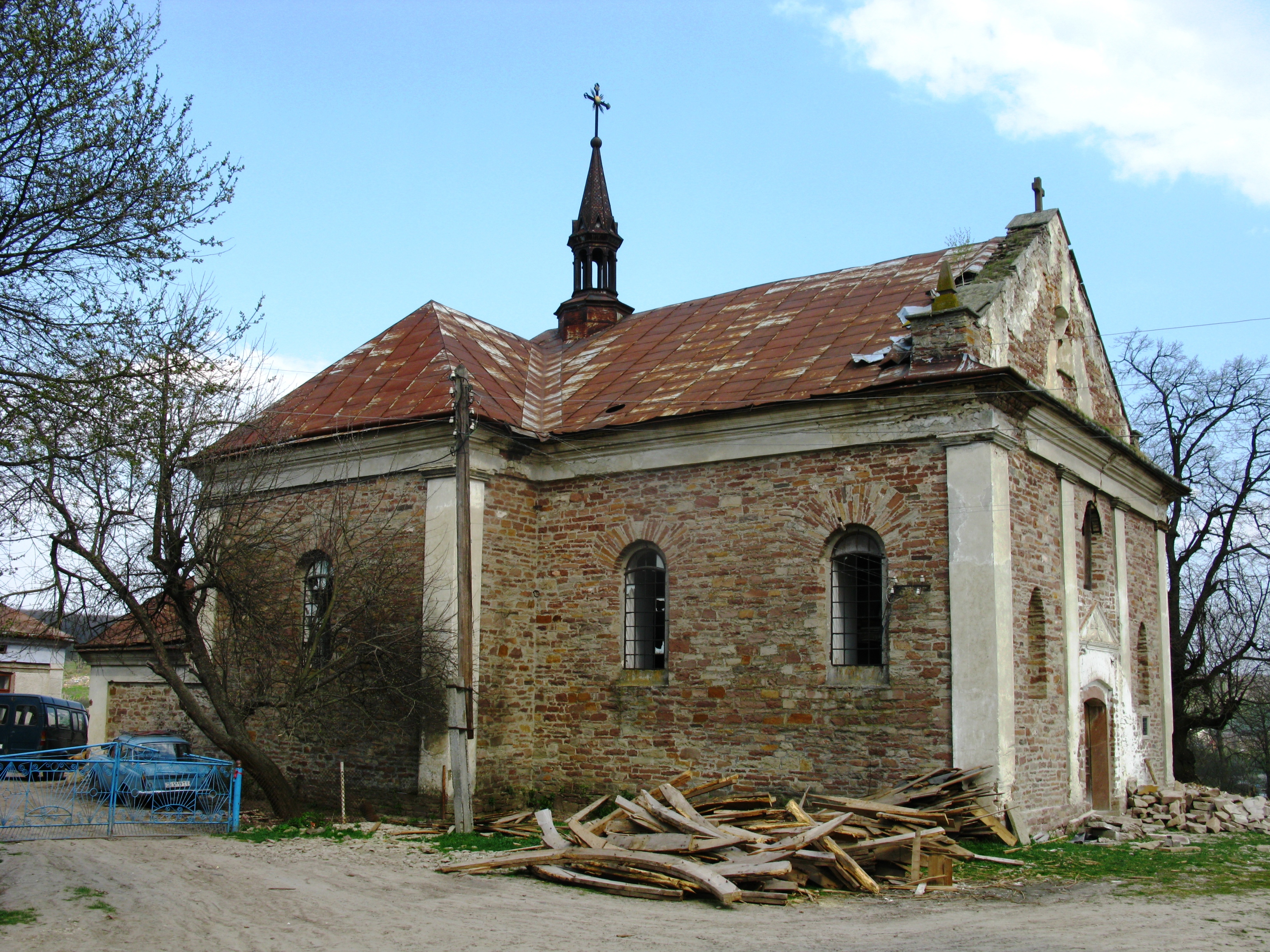

奧斯特里韋齊（烏克蘭語：Острівець），是烏克蘭的村落，位於該國西部捷爾諾波爾州，由捷尔诺波尔区負責管轄，始建於1471年，面積0.86平方公里，海拔高度330米，2001年人口420，人口密度每平方公里491.2人。